# Thelotrema simplex
Thelotrema simplex är en lavart som beskrevs av Tuck. 1866. Thelotrema simplex ingår i släktet Thelotrema och familjen Thelotremataceae.   Inga underarter finns listade i Catalogue of Life.